# 神剑股份
安徽神剑新材料股份有限公司（深交所：002361，简称神剑股份，英文：Anhui Shenjian New Materials Co.,Ltd），是中国深圳证券交易所的一家上市公司，主要从事聚酯树脂系列产品的生产和销售。
公司成立于2002年4月18日，前身为“安徽神剑新材料有限公司”，2007年12月28日变更为股份有限公司并更名为“安徽神剑新材料股份有限公司”。2010年3月3日，在深圳证券交易所挂牌上市，证券简称“神剑股份”。
2017年，公司实现营业收入18.3亿元，同比增长29.35%；实现净利润1.24亿元，同比下降26.33%。